# Pterocephalus sanctus
Pterocephalus sanctus är en tvåhjärtbladig växtart som beskrevs av Joseph Decaisne. Pterocephalus sanctus ingår i släktet Pterocephalus och familjen Dipsacaceae. Inga underarter finns listade i Catalogue of Life.